# Trade Wind
Trade Wind ist das im Jahr 2014 gegründete Musikprojekt von Jesse Barnett und Tom Williams.

## Geschichte
Im März des Jahres 2014 riefen Jesse Barnett, Sänger von Stick to Your Guns, und Tom Williams, welcher Gitarrist bei Stray from the Path ist, Trade Wind ins Leben. Bereits drei Monate später erschien mit Suffer Just to Believe eine EP über Other People Records. Diese wurde innerhalb von fünf Tagen eingespielt. Zwischenzeitlich stiegen Andrew McEnaney von Structures und Randy LeBoeuf als weitere Musiker ein.
Das Debütalbum You Make Everything Disappear erschien am 15. Juli 2016 über Equal Vision Records in Nordamerika und End Hits Records in Europa. Einen Tag vor Veröffentlichung des Albums starteten die beiden Musiker eine kleinere Konzertreise durch die Vereinigten Staaten, die am 29. Juli 2016 endete. Im Oktober spielen Trade Wind eine kleine Europatournee mit Sights and Sounds.

## Stil
Die Musik von Trade Wind unterscheidet sich stark von Stick to Your Guns, Stray from the Path und Structures, wo die Musiker hauptsächlich aktiv sind. Im Gegensatz zu den genannten Gruppen wird die Musik von Trade Wind als ruhiger beschrieben. Es sei dennoch schwer, die Musik des Projektes einer Musikrichtung zuzuordnen. Allerdings kann man Thrice als einen musikalischen Einfluss heraushören. Das Quartett verwendet teilweise verschachtelte Rhythmen für ihre Musik. Am ehesten ist die Musik dem Post-Hardcore zuzuordnen.
In den Liedern verarbeitet Jesse Barnett, welcher für die Texte verantwortlich ist, unter anderem persönliche Probleme. Auch handeln die Lieder von der Schattenseite der Liebe, Einsamkeit und wahr gewordenen Alpträumen.

## Diskografie
- 2014: Suffer Just to Believe (EP, Other People Records)
- 2016: You Make Everything Disappear (Album, Equal Vision Records, UNFD, End Hits Records)
- 2019: Certain Freedoms (Album, Other People Records, End Hits Records)